# Madona s karanfilom
Madona s karanfilom (Madona s vazom ili Madona s djetetom), slika je Leonarda da Vincija, nastala između 1478. i 1480. godine. Od 1889. nalazi se u muzeju Alte Pinakothek, a do tada je bila privatno vlasništvo.

## Opis
Središnji motiv je mlada Djevica Marija s djetetom Isusom u naručju. Marija sjedi i nosi skupocjeni nakit. U ljevoj ruci drži karanfil, što se tumači kao simbol iscjeljenja. Lica su osvijetljena dok su objekti okolo tamniji, na primjer, karanfil je pokriven sjenom. Dijete gleda gore, dok majka gleda dole, tako da ne postoji kontakt očima. Portret je postavljen u sobi s po dva prozora sa svake strane središnjih figura, na kojima je, karakterističnom Da Vincijevom tehnikom, sfumatom, prikazan udaljeni pejzaž.
Za ovu sliku se ispočetka mislilo da ju je naslikao Andrea del Verrocchio, ali su kasnije povjesničari umjetnosti utvrdili da je ipak riječ o Da Vincijevom djelu. Madona i dijete su čest motiv u kršćanskoj umjetnosti srednjeg vijeka. Ova slika je jedino Leonardovo djelo koje je trajno izloženo u Njemačkoj.